# Управление по Цифровой Дипломатии (Госдеп США)
Управление по Цифровой Дипломатии (англ. Office of eDiplomacy) — прикладной аналитический центр Государственного департамента США.
Отдел по связям с клиентами Цифровой Дипломатии облегчает и содействует улучшению контактов между Бюро по управлению Информационными Ресурсами (англ. Bureau of Information Resource Management) и собственными сотрудниками по всему миру.
Одна из поставленных задач возложенных на управление гласит: клиенты (сотрудники по всему миру) должны получать удовольствие от продуктов, площадок и сервисов разрабатываемых Бюро по управлению Информационными Ресурсами.
Кроме того, Отдел по связям с клиентами взаимодействует с другими агентствами американского правительства и множеством других структур, предоставляя информационное обслуживание с целью содействия национальной безопасности, обеспечения готовности к чрезвычайным ситуациям и достижения целей в области коммуникации.
В управлении по Цифровой Дипломатии работают как сотрудники из дипломатической и гражданской служб США, так и контрактные работники.
В состав управления по Цифровой Дипломатии входят три подразделения:
- the Diplomatic Innovation Division (Отдел дипломатических инноваций)
- the Knowledge Leadership Division (Отдел лидерства в области знаний)
- the Customer Liaison Division (Отдел по связям с клиентами/сотрудниками)

## История
Управление по Цифровой Дипломатии было сформировано в 1999 году, в связи с рекомендациями Консультативной группы по присутствию за рубежом (англ. Overseas Presence Advisory Panel). По их мнению, это должно было улучшить способности к поддержке связей и обмену знаний.
В 2002 году посол Джеймс Холмс основал оперативную группу eDiplomacy.
В 2003 году эта оперативная группа была реорганизована в Управление по Цифровой Дипломатии.
В настоящий момент Цифровой Дипломатия находится под контролем заместителя главы информационной службы по Бизнесу, Управлению и Планированию.
Руководство
- Рахима Кандахари (англ. Rahima Kandahari) текущий директор.
- Дэвид Л Маккормик (англ. David L McCormick) — глава Отдела лидерства в области знаний
- Даниэль Ширин (англ. Daniel Sheerin) — глава Отдела дипломатических инноваций
- Вероника Бренч (англ. Veronica Branch) — глава Отдела по связям с клиентами/сотрудниками.

Бывшие руководители:
- Джо Джонсон
- Джерри Галлуччи
- Гэри Галлоуэй
- Томас Ниблок
- Стивен Смит
- Даниэль П. Шерин
- Ричард Боли
- Эрик Нельсон
- Кэтрин Кабрал
- М. Андре Гудфренд
- Рахима Кандахари

## Крупные проекты
Управление по Цифровой Дипломатии осуществляет ряд проектов, которые представляют из себя системы хранения и приумножения знаний, а также новые технологии средств массовой информации для Госдепа США.
Наиболее значимые:
- Диплопедия — корпоративная вики-система Государственного департамента США, действующая в интернет-сети ведомства. Включает уникальную базу знаний в сфере дипломатии, международных отношений и опыта Государственного департамента .
- Communities @ State — сервис, позволяющий членам персонала Госдепа США, области профессиональных интересов которых пересекаются, создавать онлайн сообщества во внутренней служебной сети, чтобы делиться информацией, общаться с коллегами и создавать и участвовать в обсуждениях.
- Коридор (англ. Corridor) — профессиональная платформа в сети Государственного департамента для всего своего персонала, который имеет доступ к государственной OpenNet сети.
- TechCamps (буквально «технологический лагерь») — учебные мероприятия, проводящиеся по всему миру. Представляют из себя интерактивные конференции длящиеся один — два дня, нацеленные на выработку решений по местным проблемам. В мероприятиях принимают участие эксперты в области технологий местного и регионального уровня, а также общественные организации.
- Федеральная Виртуальная Студенческая Интернатура (Virtual Student Federal Service (VSFS)) — одна из программ по продолжающемуся задействованию возможности глобальной сети для молодых специалистов и поощрению новых форм в сфере дипломатических отношений[1].

После окончания разработки и запуска Рупора Государственного Департамента (англ. State Department Sounding Board) в 2009 году, сотрудники управления по Цифровой Дипломатии поддержали этот внутренний форум для обмена информации. В августе 2017 года проект был закрыт.
Виртуальные рабочие среды создавались по инициативе Управления по Цифровой Дипломатии с использованием технологий Windows SharePoint Services (WSS), они используются во многих государственных структурах.
SMART (Department of State (DoS) Messaging and Archive Retrieval ToolSet) — программа руководящая развертыванием WSS

## Критика
В ноябре 2013 года депутат Верховной рады Украины Олег Царёв потребовал провести расследование по вопросу преступной деятельности TechCamp, поскольку считал они занимаются «подготовкой в разжиганию гражданской войны». По его словам, во время своих тренингов «инструкторы делились их опытом в использовании интернет технологий, которые нацелены на формирование определенного общественного мнения, повышения протестного потенциала. Эти технологии были использованы для организации уличных протестов в Ливии, Египте, Тунисе и Сирии».

## Другие упоминания в СМИ
- Advancing U.S. Foreign Policy through eDiplomacy